# Cabana agrícola (Vilanova i la Geltrú)
La Cabana agrícola és una obra de Vilanova i la Geltrú (Garraf) inclosa a l'Inventari del Patrimoni Arquitectònic de Catalunya.

## Descripció
Barraca de planta circular, excepte en una de les seves cares, que presenta una alineació plana. Fabricada amb paraments de pedra irregular travats amb calç i sorra. Presenta un accés i coberta de falsa cúpula, actualment en procés de ruïna. La vegetació impedeix notablement el seu accés. Es tracta d'una construcció relacionada tradicionalment amb les activitats agràries, concretament amb el cultiu de vinyes.